# Хеннинг, Адольф
Адольф Хеннинг (нем. Carl Adolf Henning; 1809, Берлин — 1900, Берлин) — немецкий художник и педагог.

## Биография
Родился 28 февраля 1809 года, сын композитора Карла Вильгельма Хеннинга.
С 1823 года учился в Берлинской академии художеств, в том числе у Вильгельма Ваха. В 1833—1835 годах вместе с Генрихом Мюкке путешествовал по Италии. По возвращении посвятил себя преимущественно портретной живописи.
С 1839 года — профессор и действительный член Академии художеств. Принимал участие в росписи Зала Ниобид в берлинском Новом музее.
Умер 25 марта 1900 года.